# Visoće
Visoće – wieś w Chorwacji, w żupanii zagrzebskiej, w gminie Žumberak. W 2011 roku liczyła 24 mieszkańców.